# GRB 090429B
GRB 090429B是由雨燕卫星于2009年4月29日在猎犬座探测到的伽玛射线暴（gamma-ray burst，GRB），这也是当天探测到的第二个伽玛射线暴。它的持续时间为约5秒钟，可能是由一颗质量大概为太阳30倍的恒星死亡后形成黑洞时发出。
科学家用了两年的时间来检查他们的研究数据，并在2011年5月公布它的红移值Z＝9.4（误差下限为7），距离约为131.4亿光年，GRB 090429B也因此超越GRB 090423，成为目前已知距离地球最远的伽玛射线暴。